# Josef Hoegen
Josef Hoegen (* 28. November 1898 in Troisdorf; † 14. Mai 1973 in Köln) war ein deutscher Beamter, berüchtigt für seine Brutalität als Angehöriger der Gestapo.

## Leben
Josef Hoegens Vater war Malermeister. Der Sohn nahm als Soldat am Ersten Weltkrieg teil. In der Weimarer Zeit schloss sich Josef Hoegen ab 1922 der Kriminalpolizei an.
Nach der Machtergreifung der Nationalsozialisten wechselte er am 17. August 1933 zur „politischen Abteilung“ der Kriminalpolizei. Von dort wurde er 1934 zur Kölner Gestapo versetzt. Sein Vorgesetzter war Ferdinand Kütter. Hoegen ermittelte insbesondere gegen politische Gegner des Nationalsozialismus. 1935 leitete er die Verhaftungen und Verhöre gegen Mitglieder der KPD in Bonn. Zum 1. Mai 1937 trat er auch in die NSDAP ein (Mitgliedsnummer 4.066.637). Dokumentiert ist seine Folterung von Nikolaus Wasser. 1941 wurde er wegen Schwarzmarktgeschäften vom Dienst suspendiert und aus der Partei ausgeschlossen, zu sechs Monaten Haft verurteilt und musste ab August 1942 als Soldat zu einem Bewährungseinsatz zur Einsatzgruppe B nach Smolensk. Anfang Oktober 1943 kam Hoegen wieder auf seinen alten Posten bei der Kölner Gestapo (Kommando Kütter: Namensgeber Ferdinand Kütter; Mitglieder: Josef Hoegen, Adolf Roggendorf, Walter Hirschfeld, Josef Schiffer, Horst Gegusch, Erich Gansäuer) zurück.
Hoegen wurde nach Kriegsende im September 1945 von alliierten Kräften verhaftet und später deutschen Behörden überstellt. In einem Nachkriegsprozess wurde Hoegen im September 1949 zu neun Jahren Haft verurteilt. Verfahrensgegenstand war die Misshandlung und Aussageerpressung von verhafteten SPD- und KPD-Mitgliedern sowie die Misshandlung und Erschießung von Angehörigen der Widerstandsbewegung „Freies Deutschland“ in den Jahren 1944 und 1945. Nach seiner Haftentlassung 1953 arbeitete er als selbständiger Kaufmann in Köln.

## Verfilmungen
Dokumentation mit dem Titel „Die Edelweißpiraten: Jugend-Opposition im Dritten Reich“